# Multiview Video Coding
Multiview Video Coding (MVC) è un'evoluzione del codec di compressione video H.264/MPEG-4 AVC sviluppato da MPEG/VCEG che abilita una codifica efficiente di sequenze catturate simultaneamente da più videocamere usando un unico flusso video.

## Storia
Le specifiche di tale codec sono state finalizzate nel giugno 2009, e il 17 dicembre tale codec è stato ufficialmente scelto dalla Blu-ray Disc Association come standard di codifica dei Blu-ray 3D perché consente di inglobare la seconda traccia 1080p in un comune supporto Blu-ray, con un aumento del 50% dello spazio occupato, cosa che garantisce una piena compatibilità di tali dischi con qualunque lettore già presente in commercio, anche se per la sola riproduzione in 2D nel caso di lettori non compatibili col nuovo standard stereoscopico.